# William Colby
William Egan Colby (Saint Paul, Minnesota, 4 de janeiro de 1920 – Rock Point, Maryland, 27 de abril de 1996), foi um oficial de inteligência norte-americano que serviu como Diretor da Central de Inteligência de setembro de 1973 a janeiro de 1976.

## Carreira
Durante a Segunda Guerra Mundial, Colby serviu no Escritório de Serviços Estratégicos. Após a guerra, ele ingressou na recém-criada Agência Central de Inteligência (CIA). Antes e durante a Guerra do Vietnã, Colby serviu como chefe do posto em Saigon, chefe da Divisão do Extremo Oriente da CIA e chefe do esforço de Operações Civis e Desenvolvimento Rural, além de supervisionar o Programa Phoenix (o programa foi projetado para identificar e destruir o Vietgong por meio de infiltração, tortura, captura, contraterrorismo, interrogatório e assassinato). Depois do Vietnã, Colby se tornou diretor da inteligência central e durante seu mandato, sob intensa pressão do Congresso e da mídia, adotou uma política de relativa abertura sobre as atividades de inteligência dos Estados Unidos ao Comitê da Igreja do Senado e ao Comitê da Câmara Pike. Colby serviu como DCI sob o presidente Richard Nixon e o presidente Gerald Ford até 30 de janeiro de 1976; ele foi sucedido na CIA por George H. W. Bush.

## Discursos
- Colby, William (1975). Intelligence and the press: Address to the Associated Press annual meeting by William E. Colby on Monday, 7 April 1975. [S.l.]: CIA
- Colby, William (1975). Foreign intelligence for America: Address to the Commonwealth Club of California by William E. Colby on Wednesday, 7 May 1975 in San Francisco, California. [S.l.]: CIA (1975)
- Colby, William (1975). Director of Central Intelligence press conference: CIA Headquarters auditorium, 19 November 1975. [S.l.]: CIA
- Colby, William (1986). The increased role of modern intelligence: A public speech on February 21, 1986 in Taipei. Col: AWI lectures. [S.l.]: Asia and World Institute